# Детерн
Детерн (нім. Detern) — громада в Німеччині, розташована в землі Нижня Саксонія. Входить до складу району Лер. Складова частина об'єднання громад Юмме.
Площа — 43,3 км2. Населення становить 2790 ос. (станом на 31 грудня 2021).